# ロリー・デラップ
ロリー・ジョン・デラップ（Rory John Delap, 1976年7月6日 - ）は、イングランド・サットン・コールドフィールド出身の元アイルランド代表サッカー選手、現サッカー指導者。現役時代のポジションはミッドフィルダー。名前は「ローリー」とも表記される。

## 経歴
1994年にカーライル・ユナイテッドFCでデビュー。1998年にダービー・カウンティFCへ移籍。
2001年に400万ポンドでサウサンプトンFCに移籍し、プレミアリーグデビューを果たす。この移籍金はサウサンプトン史上最高額であった（当時）。サウサンプトンでは主力として活躍するもクラブは2005年に2部降格となる。
2006年、ミック・マッカーシー元アイルランド代表監督が指揮するサンダーランドAFCに移籍するも、故障に悩まされてあまり出場機会は無かった。この年の秋に監督がロイ・キーンへと交代するとデラップはポジションを失い、10月にストーク・シティFCへレンタルで出されてしまう。
2007年1月、ストークのトニー・ピューリス監督はデラップを正式に獲得。2007-2008シーズンからデラップはストークの主力選手として大活躍を開始し、プレミア昇格に貢献した。
2008-2009シーズンはデラップにとって久し振りのプレミアリーグとなったが、ピューリス監督がデラップの超長距離スローインの能力を戦術の中心に据えたことで俄然注目を集め、シーズン途中でのジェームズ・ビーティー獲得などもあってチームはプレミア残留を果たした。
2013年6月にストークを退団しバートン・アルビオンFCへ加入したが、シーズン途中の12月16日に現役引退を表明した。
引退後は古巣であるダービーでコーチとしての道を歩み始める。2015年6月にはU-18部門の監督に招聘された。翌年2月10日、U-21の指揮官に昇格した。

## ロングスロー

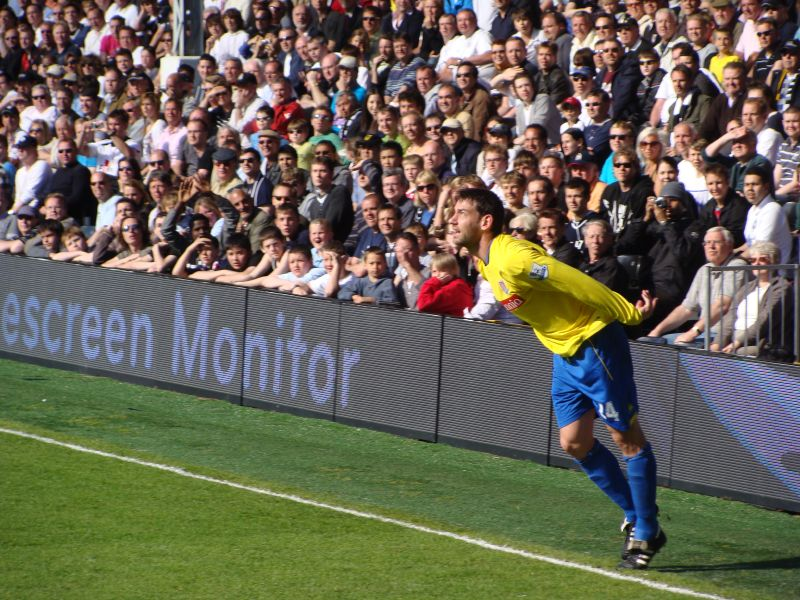
スローインをするデラップ（2009年）

デラップの最大の武器として知られているのが、“人間発射台”とも言われるその群を抜くスローインの能力である。彼のスローインの飛距離、速度ともフリーキック並みである為、特にサイドライン間が狭いストーク・シティのブリタニア・スタジアムではゴール前のニアサイドはおろかファーサイドにも低く鋭い弾道の高速スローインを投げ込むことが可能となっている。その飛距離は40メートルと言われている。
デラップ自身はロングスローの利点について、オフサイドにならず、またボールを手で扱う分コーナーキックよりも精度が高く、直線的に投げれば相手ディフェンダーはクリアしにくいのではないかと述べている。
やり投げの学生チャンピオンになった経験を持つ。
2012年11月28日、テレビ朝日『マツコ&有吉の怒り新党』の「新・3大○○調査会」のコーナーで、「新・3大ロリー・デラップの人間発射台」として特集された。

## チャリティへの参加
2009年6月、デラップは所属しているストーク・シティの地元にあるドナ・ルイス小児ホスピス向けの寄付金集めの為、ニューカッスルからエジンバラまでのおよそ320キロメートルを、自転車で3日間かけて走破するイベントに参加した。この際にデラップが使用したのはディスクブレーキを装備したサスペンション付きのMTBであった。

## 家族
息子のリアム・デラップもサッカー選手。

## タイトル

### 現役時代
カーライル
- フットボールリーグ・サードディヴィジョン : 1994-95
- フットボールリーグトロフィー : 1996-97

### 指導者時代
ダービー
- U-21プレミアリーグ1ディヴィジョン2 : 2015-16